# Кінотавр 2014
Кінотавр — російський кінофестиваль. 25-й Кінотавр проходив з 1 по 8 червня 2014 року. Гран-прі здобуває «Випробування» Олександра Котта, Анна Мелікян отримує приз за режисуру фільма «Зірка», а нагороду за найкращий дебютний фільм отримує «Клас корекції» Івана Твердовського.

## Журі
- Андрій Звягінцев, режисер — голова журі основного конкурсу;
- Юрій Колокольников, актор;
- Олена Лядова, актриса;
- Влад Опельянц, оператор;
- Денис Родімін, сценарист;
- Сергій Чумаков, актор;
- Олена Чумакова, критик.

## Офіційна програма

### Основний конкурс[2]
- «21 день», реж. Тамара Дондурей;
- «Біла біла ніч», реж. Раміль Салахутдинов;
- «Велкам хом», реж. Ангеліна Никонова;
- «До побачення, мамо», реж. Світлана Проскуріна;
- «Дурень», реж. Юрій Биков;
- «Ще один рік», реж. Оксана Бичкова;
- «Зірка», реж. Анна Мелікян;
- «Випробування», реж. Олександр Котт;
- «Як мене звати», реж. Нігина Сайфуллаєва;
- «Кіно про Алексєєва», реж. Михайло Сегал;
- «Клас корекції», реж. Іван І. Твердовський;
- «Комбінат „Надія“», реж. Наталія Мещанінова;
- «Запитай мене», реж. Віра Харибіна;
- «Ч/Б», реж. Євген Шелякін.

### Фільм відкриття[3]
«Зомбокаліспис», реж. В'ячеслав Кірілов.

### Фільм закриття[4]
«Левіафан», реж. Андрій Звягінцев.

## Нагороди[5]
- Головний приз: «Випробування», реж. Олександр Котт;
- Приз за найкращу режисуру: «Зірка», Анна Мелікян;
- Приз за найкращу жіночу роль: Северія Янушаускайте, «Зірка»;
- Приз за найкращу чоловічу роль: Олексій Філімонов, «Ще один рік»;
- Приз за найкращу операторську роботу: Леван Капанадзе, «Випробування»;
- Приз ім. Г. Горіна «За найкращий сценарій»: Юрій Биков — «Дурень»;
- Приз ім. М. Таривердієва «За найкращу музику до фільму»: «До побачення, мамо», реж. Світлана Проскуріна;
- Приз конкурсу «Кінотавр. Дебют»: «Клас корекції», реж. Іван Твердовський.

## Інші Кінотаври
Попередній Кінотавр 2013;
Наступний Кінотавр 2015.